# Kōsuke Masutani
Kōsuke Masutani (jap. 増谷 幸祐, Masutani Kōsuke; * 1. Juli 1993 in der Präfektur Hiroshima) ist ein japanischer Fußballspieler.

## Karriere
Kōsuke Masutani erlernte das Fußballspielen in der Jugendmannschaft des Ehime FC sowie in der Universitätsmannschaft der Nippon Sport Science University. Seinen ersten Vertrag unterschrieb er 2016 bei FC Ryūkyū. Der Verein, der in der Präfektur Okinawa beheimatet ist, spielte in der dritthöchsten Liga des Landes, der J3 League. Ende 2018 wurde er mit dem Klub Meister der J3 und stieg in die zweite Liga auf. Von August 2019 bis Januar 2020 wurde er an den Ligakonkurrenten Fagiano Okayama nach Okayama ausgeliehen. Nach Ende der Leihe wurde er von Okayama fest für zwei Jahre unter Vertrag genommen. Von 2020 bis 2021 absolvierte er ein Zweitligaspiel. Im Januar 2022 unterschrieb er einen Vertrag beim Drittligisten Gainare Tottori. Nach 52 Ligaspielen für den Verein aus Tottori wechselte er im Januar 2024 zum ebenfalls in der dritten Liga spielenden FC Ryūkyū.

## Erfolge
FC Ryūkyū
- Japanischer Drittligameister: 2018  ▲